# Muroidea
A Muroidea az emlősök (Mammalia) osztályának rágcsálók (Rodentia) rendjébe, ezen belül az egéralkatúak (Myomorpha) alrendjébe tartozó öregcsalád.

## Rendszerezés
Az öregcsaládba az alábbi 6 család tartozik:
- Calomyscidae Vorontsov & Potapova, 1979 – 8 faj
- hörcsögfélék (Cricetidae) Fischer, 1817 – 717 faj
- egérfélék (Muridae) Illiger, 1811 - 817 faj
- madagaszkáriegér-félék (Nesomyidae) Major, 1897 – 66 faj
- tüskéspelefélék (Platacanthomyidae) Alston, 1876 – 3 faj
- földikutyafélék (Spalacidae) Gray, 1821 – 36 faj